# Laguna Tajzara
Die Laguna Tajzara (auch Laguna Pujzara o Tajzara) ist ein See westlich der Cordillera de Sama im Departamento Tarija im südamerikanischen Andenstaat Bolivien.

## Lage im Nahraum
Der abflusslose See liegt im südlichen Teil der kargen Hochebene des bolivianischen Altiplano und wird eingerahmt von Bergkuppen, die bis in eine Höhe von etwa 4000 m aufragen. Der See liegt auf einer Höhe von 3663 m und hat eine Fläche von etwa 434 Hektar, die jedoch je nach Niederschlag und Jahreszeit Schwankungen unterworfen ist. Der See weist aufgrund des fehlenden Abflusses einen hohen Salzgehalt auf. Trotzdem wird das Wasser landwirtschaftlich genutzt, was in Verbindung mit dem Klimawandel im regenarmen Winter bis zur teilweisen Austrocknung führen kann.

## Tourismus
Die Laguna ist bekannt für die temporäre Beherbergung von Flamingo-Populationen und anderen Vögeln. Sie ist daher ein touristisches Ziel für Besucher von Tarija und Tupiza. Außerdem führt ein Abschnitt des bis nach Cusco reichenden antiken Inka-Wegs an ihr vorbei, sodass sie für gute Wanderer von Tarija aus auch zu Fuß erreichbar ist.

## Geographie

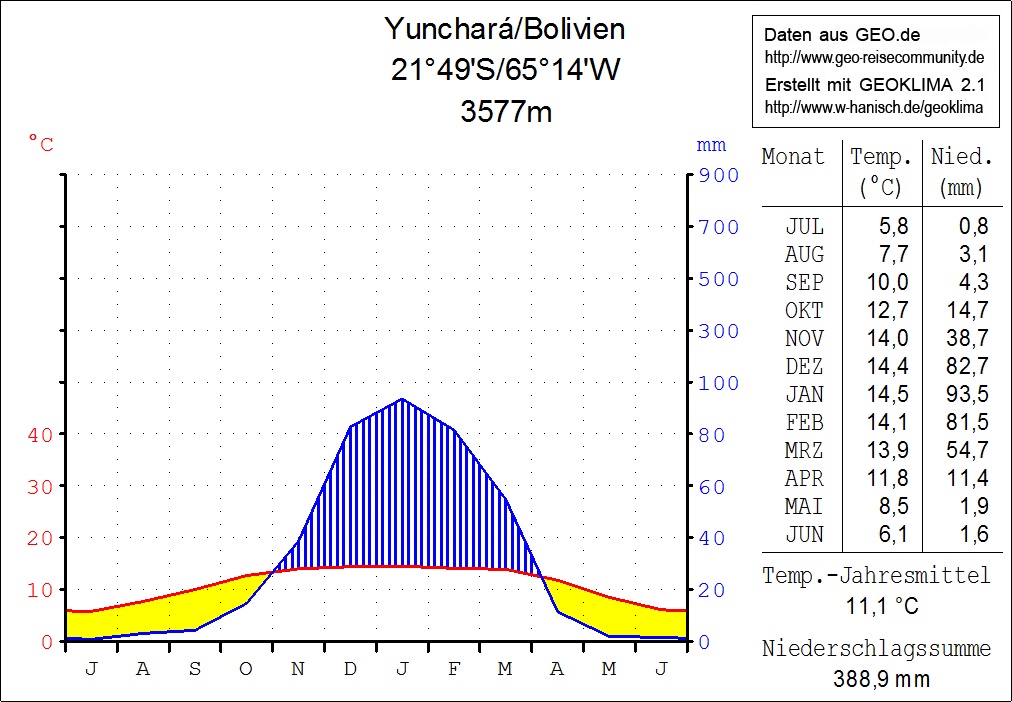
Klimadiagramm Yunchará

Die Laguna Tajzara ist einer von mehreren Seen auf der abflusslosen Hochebene der Pampa de Tajzara. Das  Klima ist wegen der Binnenlage kühl und trocken und durch ein typisches  Tageszeitenklima  gekennzeichnet, bei dem die Temperaturschwankungen zwischen Tag und  Nacht in der Regel deutlich größer sind als die jahreszeitlichen  Schwankungen.
Die Jahresdurchschnittstemperatur liegt bei 11 °C und schwankt nur unwesentlich zwischen gut 6 °C im Juni/Juli und gut 14 °C von November bis März (siehe Klimadiagramm Yunchará). Der Jahresniederschlag beträgt nur knapp 400 mm, mit einer stark  ausgeprägten Trockenzeit von April bis Oktober mit Monatsniederschlägen unter 15 mm, und einer Feuchtezeit von Dezember bis Februar mit 80 bis 95 mm  Monatsniederschlag.

## Besiedlung
Die Pampa de Tajzara weist nur eine geringfügige Besiedlung auf. Nennenswerte Ortschaften sind Pasajes zwei Kilometer südlich der Laguna Tajzara mit 76 Einwohnern, und Copacabana drei Kilometer südlich der Laguna Grande mit 49 Einwohnern (Volkszählung 2012).